# 宋文華
宋 文華（そう ぶんか、ソン・ムンファ、朝鮮語: 송문화、1886年（高宗23年 / 明治19年）12月18日　- 没年不明）は、明治から昭和にかけての朝鮮総督府官僚。日本名は山木文華。位階は正五位、勲位は勲五等。黄海道知事、忠清南道知事などを歴任した宋文憲は弟。

## 経歴
1886年に漢城府で生まれた。1910年に官立漢城師範学校を卒業。河東公立普通学校、星州立普通学校などで判任官四等である副訓導として勤務した。1920年（大正9年）に京畿道学務課書記を経て、1924年（大正13年）に江華郡守に転じ、地方官僚となる。広州郡守、楊州郡守、水原郡守を経て、1937年（昭和12年）に開城府尹に任ぜらられ、国民精神総動員朝鮮連盟開城支部理事長、朝鮮防共協会開城支部評議員などを歴任し、日中戦争の各種軍需物資の供出に協力した。1940年（昭和15年）に創氏改名。1941年（昭和16年）に平安北道参与官兼産業部長に転じた。1942年（昭和17年）に朝鮮総督府中枢院参議に任ぜられ、臨時志願兵制翼賛委員会委員などを兼任し、1945年（昭和20年）の8・15光復まで在任した。
1950年に勃発した朝鮮戦争で拉致され、以後の消息は不明。死後は親日反民族行為者に認定された。